# Apatura staurakius
Apatura staurakius är en fjärilsart som beskrevs av Hans Fruhstorfer 1913. Apatura staurakius ingår i släktet Apatura och familjen praktfjärilar. Inga underarter finns listade i Catalogue of Life.